# Kaipamangalam
Kaipamangalam es una ciudad censal situada en el distrito de Thrissur en el estado de Kerala (India). Su población es de 35626 habitantes (2011). Se encuentra a 25 km de Thrissur y a 50 km de Cochín.

## Demografía
Según el censo de 2011 la población de Kaipamangalam era de 35626 habitantes, de los cuales 16290 eran hombres y 19336 eran mujeres. Kaipamangalam tiene una tasa media de alfabetización del 94,98%, superior a la media estatal del 94%: la alfabetización masculina es del 96,69%, y la alfabetización femenina del 93,58%.